# Caphornia atristriata
Caphornia atristriata är en fjärilsart som beskrevs av Paul Dognin 1907. Caphornia atristriata ingår i släktet Caphornia och familjen nattflyn. Inga underarter finns listade i Catalogue of Life.